# 周一敬
周一敬（？—17世紀），字問寅，浙江衢州府西安縣人，明朝、南明政治人物。

## 生平
萬曆四十六年（1618年）舉人，崇禎元年（1628年）成進士，授海豐知縣，在荒年時捐奉買米，經海路接濟人民。山賊鍾凌秀入侵，他親自拒守；很快遷任福建道御史，以上言遭貶謫。很快周一敬得起用為臨洮、鞏昌學政，調任蘇松常鎮，上表表彰舉人張世偉、顧雲鴻的學行，讓二人獲贈官待詔。
弘光帝即位，周元泰代任其職，受命護送潞王朱常淓到杭州，不久因事遭削籍，追贓款萬兩，回鄉後去世。

## 引用
1. 1 2  錢海岳《南明史·卷三十五·列傳第十一》：一敬，字問寅，衢州西安人。崇禎元年進士。授海豐知縣，大飢，捐奉販米，繇海來濟。鍾凌秀犯境，拒卻之。遷福建道御史，以言事獲譴。
2. ↑  嘉慶《西安縣志·卷二十六·選舉》：萬曆四十六年戊午科（舉人）……周一敬 九十五名，戊辰進士
3. ↑  錢海岳《南明史·卷三十五·列傳第十一》：（周）元泰尋代周一敬巡按蘇、嵩、嘗、鎮……未幾，起督臨洮鞏昌學政。調按蘇、嵩、嘗、鎮，請表章舉人張世偉、顧雲鴻學行以風世，得贈待詔。安宗立，命護送潞王常淓杭州。後坐事削籍，追贓萬兩，歸卒。